# Homaliodendron intermedium
Homaliodendron intermedium là một loài rêu trong họ Neckeraceae. Loài này được Herzog mô tả khoa học đầu tiên năm 1919.